# Église Saint-Léonard des Granges-le-Roi
L'église Saint-Léonard des Granges-le-Roi est une église paroissiale catholique, dédiée à saint Léonard, située dans la commune française de Les Granges-le-Roi et le département de l'Essonne.

## Historique
La construction de l'église débute avant le milieu du XIIe siècle. 
Des travaux ont lieu aux XIIIe siècle, XVe siècle et XVIIe siècle.
Le chœur est refait au XVIIe siècle.  
Depuis un arrêté du 17 février 1950, l'église est inscrite au titre des monuments historiques.
Une association, S.O.S Eglise les Granges, fondée en 2000, a comme finalité la préservation de l'édifice.

## Description
L'édifice conserve un portail du XIIe siècle et des chapiteaux de la nef datés du XIIIe siècle. 
Un retable baroque orné d'un tableau du XIXe siècle. 

## Pour approfondir